# Puerto Cabezas
Puerto Cabezas är en kommun (municipio) på mosquitokusten i Nicaragua med 101 216 invånare (2012). Den ligger i den nordöstra delen av landet i Región Autónoma de la Costa Caribe Norte, cirka 50 mil nordost om huvudstaden Managua. Kommunen är namngiven efter general Rigoberto Cabezas. Kommunen drabbades hårt av Orkanen Felix den 4 september 2007, då många hus skadades av blåsten eller av nedfallande träd.

## Geografi
Puerto Cabezas är den till ytan tredje största kommunerna i Nicaragua. Den gränsar till kommunerna Prinzapolka i söder, Rosita i väster och Waspán i norr, samt till Karibiska havet i öster. Befolkningen är i stark tillväxt och har ökat från 66 169 invånare år 2005 till 101 216  invånare år 2012.
Kommunens centralort Bilwi, med 37 282 invånare (2005), ligger vid kusten. Den är också huvudstad i den självstyrande autonoma regionen Costa Caribe Norte. Staden hette tidigare Puerto Cabezas, precis som kommunen, men ändrade 1986 namn till Bilwi. Av kommunens övriga befolkning bor majoriteten, 16 707 invånare (2005), också längs kusten. De övriga 12 180 invånarna (2005) bor i inlandet, de flesta längs vägen mellan Bilwi och Rosita.
Majoriteten av invånarna i kommunen är Miskito. De mest talade språken är spanska, miskito, kreolengelska och sumo av typen mayangna.

## Natur
Utanför kusten, strax nordost om Bilwi, ligger Cayos Moskitos, en skärgård med 78 små korallöar spridda över havet. De flesta öarna har vackra sandstränder med kokospalmer. En av öarna, Cayo Grande, hade tidigare 300 hus med affärer, barer och ett diskotek, men hela samhället förstördes de 4 september 2007 av Orkanen Felix, då över 300 personer dog. Nu finns det på öara bara ett fåtal hus som används som tillfällig bostad av fiskare när de kommer ut från fastlandet.

## Historia
Kommunen grundades 1929.

## Transporter
I kommunens centralort Bilwi ligger den viktigaste hamnen på Nicaraguas karibiska kust. Det är dock inte någon naturlig hamn, utan hamnen består av en lång pir som går 400 meter rakt ut i havet. Bilwi har också en flygplats, Puerto Cabezas Airport, med dagliga förbindelser till och från huvudstaden Managua. Kommunen genomkorsas av två viktiga vägar. Den ena går från Bilwi västerut till grannkommunen Rosita och vidare till Matagalpa och Managua. Den andra går från Bilwi mot nordväst till grannkommunen Waspán och den honduranska gränsen. Det finns ingen väg söderut längs kusten till Prinzapolka, så dit måste man åka med båt.

## Kända personer från Puerto Cabezas
- Matilde Lindo (1954-2013), sociolog, feminist och aktivist för mänskliga rättigheter[7]

## Vänorter
- Luleå
- Burlington, Vermont

## Bilder från Puerto Cabezas
|  |  |
|  |  |
|  |  |
|  |  |